# Jerzy Zając
Jerzy Grzegorz Zając (ur. 2 marca 1947 w Częstochowie) – polski polityk i inżynier, działacz opozycji w okresie PRL, poseł na Sejm III kadencji.

## Życiorys
W 1968 został relegowany z Politechniki Wrocławskiej. Cztery lata później ukończył studia na wydziale elektrycznym Politechniki Częstochowskiej. Następnie podjął zatrudnienie jako pracownik naukowy tej uczelni. We wrześniu 1980 wstąpił do NSZZ „Solidarność”. W stanie wojennym zajmował się kolportażem pism i wydawnictw podziemnych. Internowano go w okresie od lipca do grudnia 1982 i przebywał w obozie internowanych w Nowym Łupkowie. Po uzyskaniu zwolnienia został objęty zakazem prowadzenia zajęć dydaktycznych. Od 1986 był pracownikiem Zakładu Energetycznego (obecnie Zakład Energetyczny Częstochowa S.A.). W 1989 stanął na czele Komitetu Obywatelskiego w Częstochowie.
Przez dwie kadencje do 1998 był radnym miejskim (w tym przewodniczącym i wiceprzewodniczącym rady). Sprawował też mandat posła na Sejm III kadencji z ramienia Unii Wolności, bez powodzenia ubiegał się o reelekcję.
Krótko działał w PC i ROAD, następnie w UD i UW. Z tej ostatniej odszedł w sprzeciwie wobec koncepcji przekształcenia jej w Partię Demokratyczną. Od 2005 związany z Platformą Obywatelską. Bezskutecznie ubiegał się o mandat radnego z jej listy w wyborach samorządowych w 2006, powrócił do samorządu miejskiego cztery lata później. W 2014 wystąpił z PO i jej klubu radnych, nie uzyskał reelekcji z ramienia lokalnego komitetu.
W 2013, za wybitne zasługi dla przemian demokratycznych w Polsce, za osiągnięcia w podejmowanej z pożytkiem dla kraju pracy zawodowej i społecznej, odznaczony Krzyżem Kawalerskim Orderu Odrodzenia Polski. W 2016 otrzymał Krzyż Wolności i Solidarności.